# Alexandre Derache
Alexandre Derache, né le 3 mai 1998 à Amiens, est un nageur français. 

## Carrière
Alexandre Derache est sacré champion de France du 200 mètres nage libre lors des Championnats de France de natation 2018 à Saint-Raphaël.
Il est sacré champion du monde militaire 2018 de cette distance à Samara en Russie.